# Autoroute M8 (Grande-Bretagne)
Pour les articles homonymes, voir M8.
L'autoroute M8 (M8 motorway) est l'autoroute la plus chargée d'Écosse et l'une des plus fréquentées du Royaume-Uni. Elle relie les deux plus grandes villes d'Écosse, Glasgow et Édimbourg, et dessert d'autres grandes agglomérations, comme Airdrie, Coatbridge, Greenock, Livingston, Paisley. L'autoroute fait 97 km (60 miles) de long,, - à l'exclusion de 9,7 km (6 miles) écart entre la banlieue de Glasgow de Baillieston (en) et Newhouse, North Lanarkshire (en) - et est célèbre pour les embouteillages, en particulier sur sa section centrale dans Glasgow.

## Route

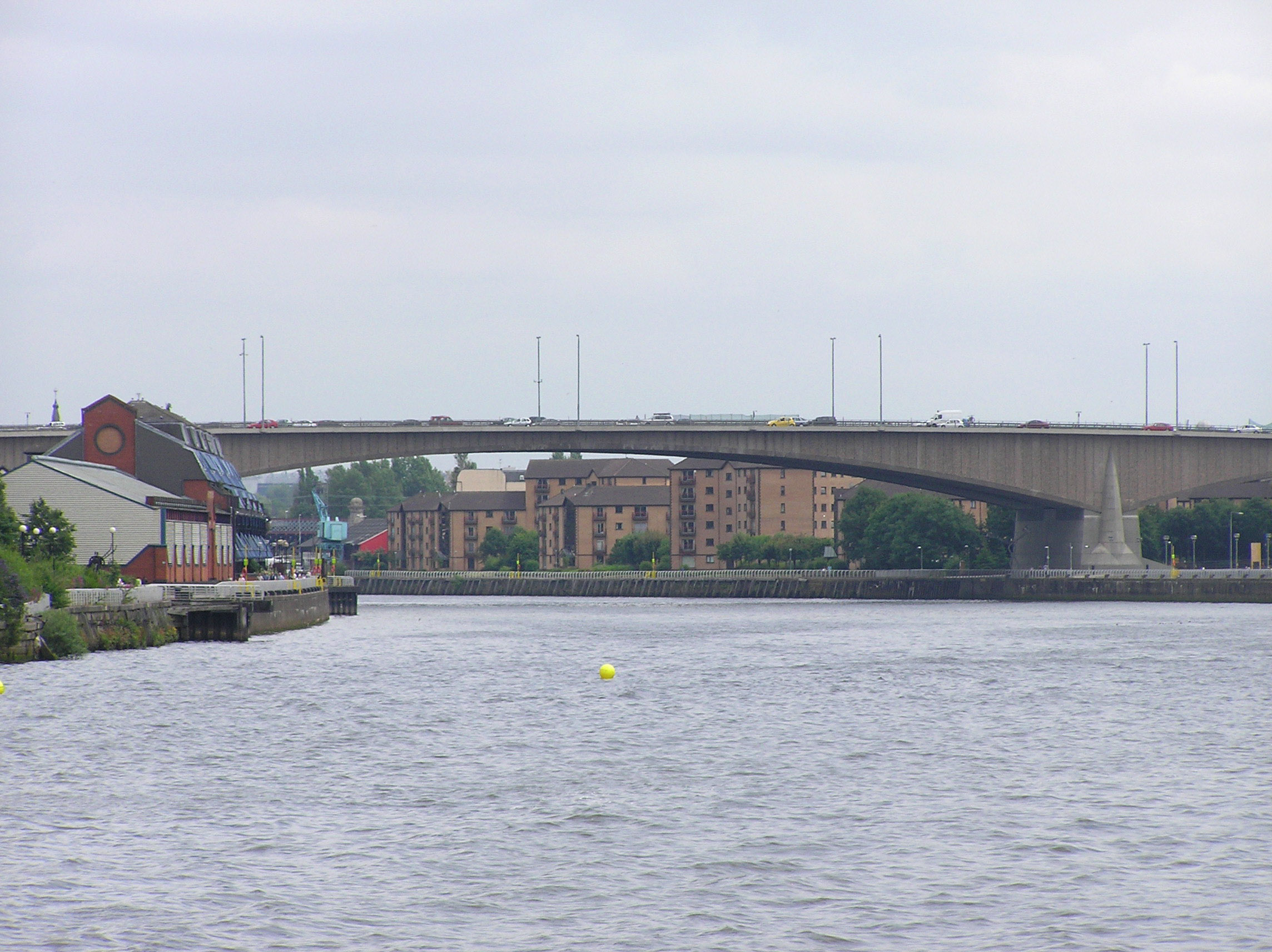
Kingston Bridge à Glasgow

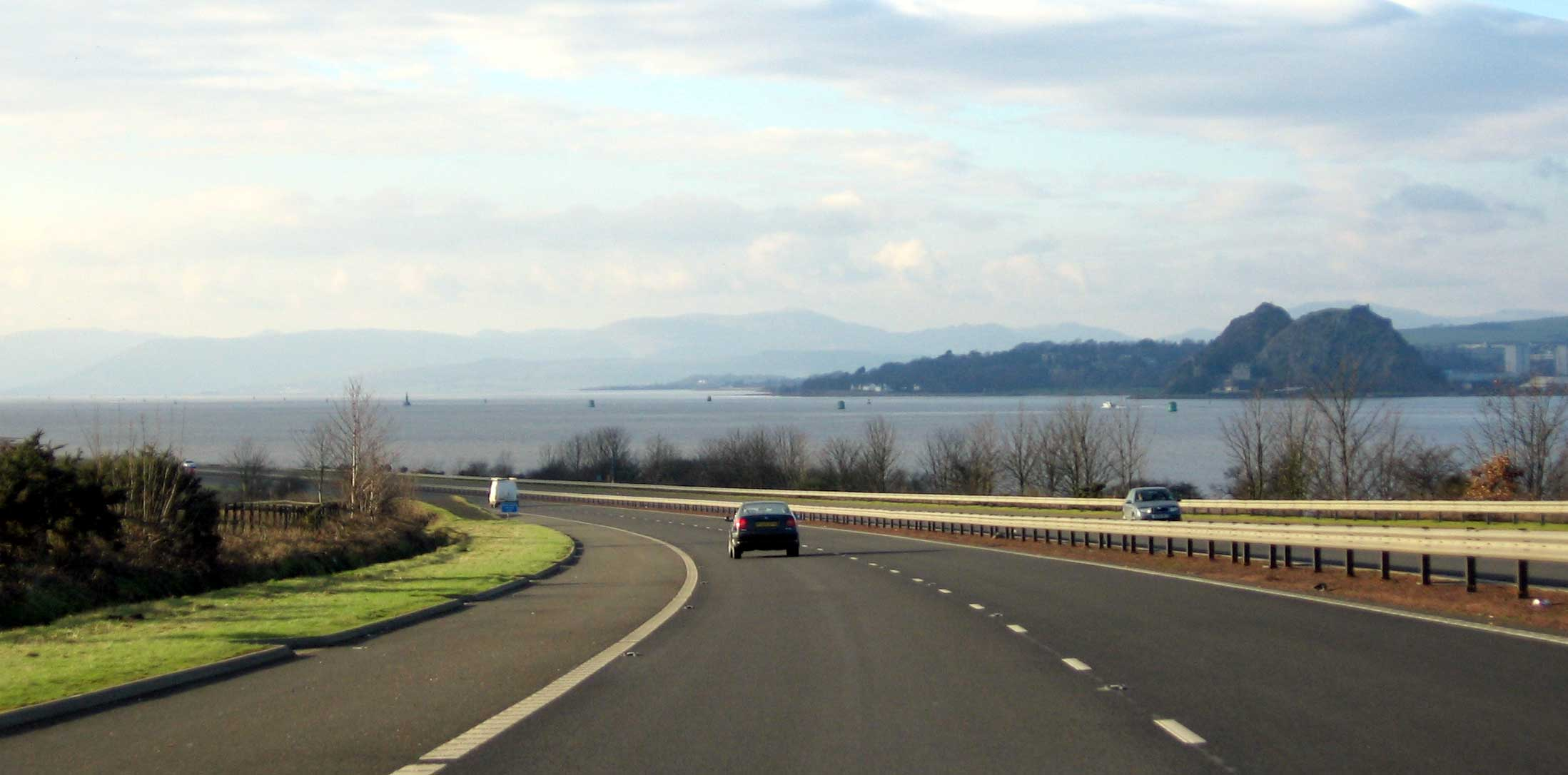
M8 le long du Firth of Clyde près de Dumbarton à l'ouest de Glasgow

## Les jonctions
| M8 Motorway                                                                          |          |                                                                             |
| Sorties vers l'est                                                                   | Jonction | Sorties vers l'ouest                                                        |
| M8 se termine Edinburgh City Bypass A720 Édimbourg City Centre A71                   | J1       | Démarrer sur l'autoroute Edinburgh City Bypass A720 Berwick-upon-Tweed (A1) |
| Edinburgh Airport, Stirling, Forth Road Bridge (A90) M9                              | J2       | Stirling, Forth Road Bridge (A90) M9                                        |
| Livingston A899                                                                      | J3       | Livingston A899                                                             |
| Bathgate, Broxburn, Livingston (West) (A779) A89                                     | J3a      | Bathgate, Broxburn, Livingston (West) (A89) A779                            |
| Bathgate, Whitburn, Falkirk A801                                                     | J4       | Bathgate, Whitburn, Falkirk A801                                            |
| Harthill services                                                                    |          |                                                                             |
| Shotts, Harthill (B7066) B7057                                                       | J5       | Shotts, Harthill (B7066) B7057                                              |
| Démarrer sur l'autoroute                                                             | J6       | Airdrie, Lanark, Motherwell, Wishaw (A723) A73                              |
| Airdrie, Lanark, Motherwell, Wishaw (A723) A73 Plus de trafic autoroutier            | J6       | Route continue comme A8 vers Glasgow et Carlisle M74                        |
|                                                                                      |          |                                                                             |
| Route continue comme A8 vers Livingston et Edinburgh                                 | J8       | Carlisle, Coatbridge (M74, A89) M73 Glasgow A8 Plus de trafic autoroutier   |
| Carlisle, Coatbridge (M74, A89) M73 Glasgow A8                                       | J8       | Démarrer sur l'autoroute                                                    |
| Baillieston                                                                          | J9       | Pas d'accès                                                                 |
| Easterhouse, Barlanark                                                               | J10      | Easterhouse, Baillieston                                                    |
| Garthamlock, Queenslie B765                                                          | J11      | Stepps, Queenslie B765                                                      |
| Riddrie, Stepps A80                                                                  | J12      | Riddrie, Stepps A80                                                         |
| Stirling, Kincardine Bridge M80                                                      | J13      | Blochairn, Parkhead                                                         |
| Blochairn, Dennistoun B763                                                           | J14      | Pas d'accès                                                                 |
| Glasgow Cathedral, Glasgow Cross, Kirkintilloch A803                                 | J15      | Glasgow Cathedral, Glasgow Cross A803                                       |
| Pas d'accès                                                                          | J16      | Aberfoyle, George Square (A81)                                              |
| Dumbarton A82                                                                        | J17      | Dumbarton A82                                                               |
| Anderston, Charing Cross (Aucune sortie de chaussée principale) Glasgow centre ville | J18      | Kelvingrove, Charing Cross                                                  |
| Clydebank, S.E.C.C. A814 Aucune sortie de chaussée principale                        | J19      | Clydebank, S.E.C.C. A814                                                    |
| Pas d'accès                                                                          | J20      | Tradeston, East Kilbride (A730)                                             |
| Tradeston, East Kilbride (A8, A730) Carlisle M74 (ouvert en juin 2011)               | J21      | Pas d'accès                                                                 |
| Pas d'accès                                                                          | J22      | Kilmarnock, Prestwick Airport M77                                           |
| Pas d'accès                                                                          | J23      | Govan, Ibrox B768                                                           |
| Govan, Kilmarnock (M77) A761                                                         | J24      | Paisley, Bellahouston A761                                                  |
| Clyde Tunnel A739                                                                    | J25      | Clyde Tunnel A739                                                           |
| Pas d'accès                                                                          | J25a     | Braehead                                                                    |
| Hillington, Braehead A736                                                            | J26      | Hillington, Renfrew (A8) A736                                               |
| Paisley, Renfrew A741                                                                | J27      | Paisley, Renfrew A741                                                       |
| Pas d'accès                                                                          | J28      | Glasgow Airport                                                             |
| Pas d'accès                                                                          | J28a     | Irvine A737                                                                 |
| Glasgow Airport, Irvine, Paisley A737, A726                                          | J29      | Paisley A726                                                                |
| Erskine, Erskine Bridge M898                                                         | J30      | Erskine, Erskine Bridge M898                                                |
| Démarrer sur l'autoroute                                                             | J31      | Bishopton A8                                                                |
| Bishopton A8 Plus de trafic autoroutier                                              | J31      | Route devient A8 vers Greenock                                              |